# Manuel Raga
Manuel Raga Navarro (Aldama, 15 marzo 1944) è un ex cestista e allenatore di pallacanestro messicano.
È stato uno dei più grandi giocatori di pallacanestro messicani. Alto 188 cm, giocava nel ruolo di ala a dispetto della sua statura inferiore alla media per quel ruolo, in parte compensata da una notevole capacità di elevazione. Fortissimo in attacco, la sua caratteristica principale era il tiro dalla media distanza molto preciso.

## Carriera
Fu ingaggiato dall'Ignis Varese nel 1968 rimanendovi fino al 1975. Con la squadra varesina vinse tre titoli italiani e tre Coppe dei Campioni.

Raga contro Marzorati

Soprannominato il messicano volante in Italia (saltava da fermo 1 m e 10 cm) e il fenomeno in patria, è stato il primo giocatore militante in una lega straniera ad essere scelto al Draft NBA: fu infatti la decima scelta degli Atlanta Hawks (167ª scelta assoluta) nel 1970, nello stesso anno in cui anche Dino Meneghin fu selezionato dalla franchigia di Atlanta nell'11º giro (182ª scelta assoluta). Malgrado fosse voluto dal general manager Marty Blake, Raga non giocò mai in NBA perché gli Hawks non avevano i 35.000 dollari necessari per rilevare il suo contratto.
Nel 1973 Aza Nikolić, allenatore dell'Ignis, decise di sostituire Raga con Bob Morse (all'epoca ogni squadra poteva schierare un solo giocatore straniero). Ma Raga rimase come straniero di Coppa, costituendo con Morse una fantastica coppia di esterni in Coppa dei Campioni. Successivamente Sandro Gamba, succeduto a Nikolić sulla panchina di Varese, vide in Charlie Yelverton l'erede naturale del messicano. Raga ha giocato anche per la nazionale messicana, con cui ha partecipato ai Mondiali del 1967 e alle Olimpiadi del 1968.
Dal 1975 al 1979 ha giocato in Svizzera alla Federale Lugano, vincendo 3 titoli e 1 coppa nazionale.
Anche il figlio Manuel jr. ha intrapreso la carriera cestistica, giocando in Svizzera.

## Onorificenze

### Cittadinanza onoraria

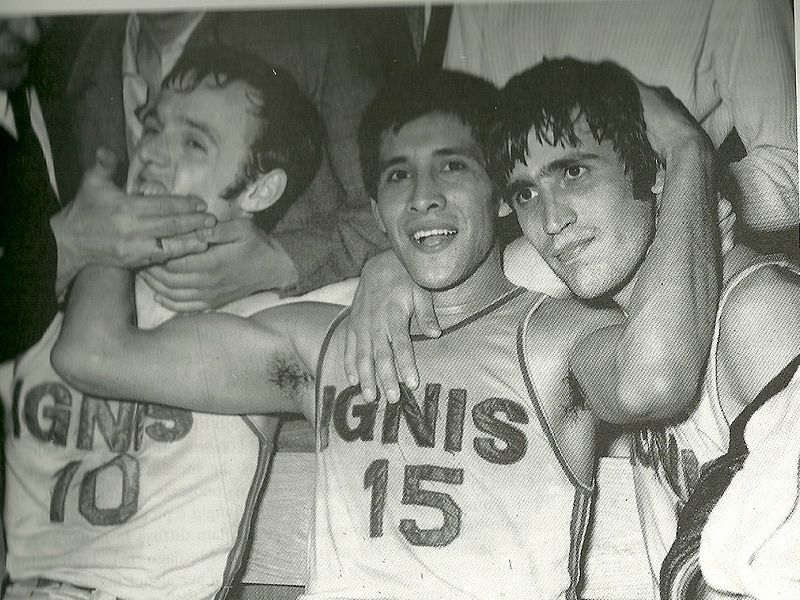
Manuel Raga abbracciato ad Aldo Ossola, a sinistra, e ad Edoardo Rusconi, a destra, ai tempi della Ignis Varese

Il 12 marzo 2010 davanti a 2.500 spettatori, in una manifestazione di beneficenza dedicata ai bimbi de "Il ponte del sorriso", il sindaco di Varese Attilio Fontana lo nomina cittadino onorario della città lombarda.
Il giorno seguente passa il confine e assiste alla gara del campionato elvetico SAV Vacallo-Starwings. Nelle file della SAV milita infatti il figlio Manuel jr. e viene accolto da applausi, ringraziamenti ed interviste televisive.

## Palmarès
- Campionato italiano: 3

Pall. Varese: 1968-69, 1969-70, 1970-71
- Coppa Italia: 3

Pall. Varese: 1968-69, 1969-70, 1970-71
- Coppa dei Campioni: 3

Pall. Varese: 1969-70, 1971-72, 1972-73
- Coppa Intercontinentale: 2

Pall. Varese: 1970, 1973
- Campionato svizzero: 3

Federale Lugano: 1975, 1976, 1977
- Coppa di Svizzera: 1

Federale Lugano: 1975